# イアン・ベーカーフィンチ
イアン・マイケル・ベーカーフィンチ（Ian Michael Baker-Finch、1960年10月24日 - ）は、オーストラリアのプロゴルファーで、1991年の全英オープンの優勝者。

## 来歴
クイーンズランド州のナンボー出身。1983年のニュージーランド・オープンでプロ初優勝。日本ツアーでも3度優勝された経験がある。1991年には全英オープンを制し、生涯でプロ勝利では18勝。
引退後はCBSのゴルフ中継の解説者としてビル・マカティーとともに務めている。

## プロ優勝

### PGAツアー (2)
| No. | Date        | Tournament                 | 優勝スコア            | 2位との差 | 2位                  |
| --- | ----------- | -------------------------- | --------------------- | --------- | -------------------- |
| 1   | 21 May 1989 | Southwestern Bell Colonial | −10 (65-70-65-70=270) | 4 strokes | デビッド・エドワーズ |
| 2   | 21 Jul 1991 | 全英オープン               | −8 (71-71-64-66=272)  | 2 strokes | マイク・ハーウッド   |

### ヨーロピアンツアー (2)
- 1985年：Scandinavian Enterprise Open
- 1991年：全英オープン

### 日本ツアー (3)
- 1987 ゴルフダイジェストトーナメント
- 1988 ポカリスエットオープン, ブリヂストン阿蘇オープン

### 豪PGAツアー(11)
- 1983 ニュージーランド・オープン
- 1984 Western Australia Open, New South Wales Open
- 1985 クイーンズランドPGA選手権, Victorian Open
- 1987 Australian Match Play Championship
- 1988 オーストラリアン・マスターズ
- 1990 Coolum Classic, Queensland Open
- 1992 Vines Classic
- 1993 オーストラリアPGA選手権